# 湖州西站
湖州西站是位于浙江省湖州市杨家埠镇的一个铁路车站，有宣杭铁路经过。车站隶属上海铁路局嘉兴车务段，是四等站，办理整车货物到发业务。湖州西站原名湖州站，于1972年随当时的杭牛铁路的通车而投用，1996年湖州南站（现湖州站普速场）通车后停办客运业务，同时成为宣杭铁路车站，2010年1月11日更名为湖州西站:258。
车站货场设有仓库3座、3条货运线，为湖州地区综合性货场。其中5道面积1243平方米，设有7个货位；6道面积1805.4平方米，设有8个货位；8道为军用站台，面积180平方米，设有2个货位:258。2019年1月车站建成面积1400亩的新货场，新货场兼具铁公水多式联运功能，为浙江省北部最大的货场。